# Semysmauchenius antillanca
Semysmauchenius antillanca är en spindelart som beskrevs av Forster och Norman I. Platnick 1984. Semysmauchenius antillanca ingår i släktet Semysmauchenius och familjen Mecysmaucheniidae. Inga underarter finns listade i Catalogue of Life.